# Тофиг Ильхом
Тофиг Ильхом (тал. Tofiǧ Ilhom, азерб. Tofiq İlham; 9 августа 1941 года, село Гызлыво, Масаллинского района, Азербайджанской ССР — 30 мая 2000 года, там же, Азербайджан) — талышский поэт, писатель, публицист, член Союза писателей Азербайджана.

## Биография
Шахбазов Тофиг Эйнали родился 9 августа 1941 года в деревне Гызлыво, Масаллинского района, Азербайджанской ССР, СССР. Родился в семье государственного чиновника и работницы колхоза. В возрасте 9 лет пошёл в школу. В возрасте 14 лет начал резко терять зрение на оба глаза. После сильного падения зрения продолжил обучение в специальной школе-интернате.
В 1963 году поступил на филологический факультет Азербайджанского государственного университа. В 1968 году окончил филологический факультет и в том же году начал работать учителем в родной деревне Гызлыво. В некоторые периоды из-за проблем со здоровьем не занимался преподаванием. Вплоть до конца жизни продолжал преподавать литературу в средней школе родного села и проработал в ней в течение 32 лет.
Умер 30 мая 2000 года из-за проблем с сердцем.

## Творчество
С 14 лет начал заниматься творчеством и писал свои стихотворения на талышском и азербайджанском языках. Печатался в различных газетах и журналах. Первое стихотворение было напечатано в журнале "Азербайджанский пионер". Множество стихотвоерний было напечатало в газете "Ленкорань". С начала печатания газеты «Толыши садо» имел тесные связи с этой газетой и печатался в ней на постоянной основе с 1992 по 2000 года.
Является продолжателем норм классической талышской литературы установленной Зульфугаром Ахмедзаде. Тофиг Ильхом также увлекался написанием религиозные песен - марсия, баятов и газелей на талышском языке.
Некоторые стихотворения поэта были исполненны певцами, как песни. Можно сказать, что певцы Балоглан Ашрафов и Самад Толыши начинали карьеру с песен на основе его стихов. Аналогично исполняли песни на основе его стихов Исраиль Мамедов и Исмаил Сафаров. Сам поэт также написал песню "Назиля", которая позже была исполнена певцом Самадом Толыши.
Помощь жены Тофиг Ильхома Дильшад в его деятельности была огромна. В виду слепоты только при поддержке Дильшад он мог присутствовать на всех проводимых талышских мероприятиях, где свидился почти со всеми талышскими поэтами и писателями. Известный греческий поэт Гомер тоже был слеп на оба глаза, но однако оставил для народа поэмы "Илиада" и "Одиссея". Именно из-за схожести в слепоте поэт Азад Талышоглу считал Тофиг Ильхома "Гомером талышского народа".
Тофиг Ильхом был одним из самых стойких защитников талышского языка, и в своих произведениях писал о бесправном положении талышского народа, призывал встать на защиту прав и свобод талышского народа, его языка и культуры. Он был в одном ряду с талышскими сыновьями и девушками, вышедшими на авансцену национально-освободительной борьбы в конце минувшего века, своими бессмертными стихотворениями прививал им веру в счастливое будущее талышского народа, воспитывал их в духе мужества и патриотизма.
Фиксацией на бумаге стихов и приведением их в порядок сперва занималась его старшая дочь Улькар, а позже эту работу продолжила младшая дочь Азаргюль. Издано 12 книг вобравших работы поэта. Сборник стихотворений поэта "Az tolışim" ("Я талыш") вышел уже после смерти поэта, этот сборник выпустил исследователь Али Абдоли в Иране, в городе Резваншахр. Позже талышеведы Рабил Абдинов и Мушвиг Аббасов собрали в единый сборник "Tolışə Əsəron" ("Талышские произведения") стихотворения поэта на талышском языке и издали в двух частях.
Огромную роль в своей деятельности Тофиг Ильхом отвёл созданию поэзии и литературы для детей, адаптации детской литературы иностранных авторов на талышский язык. "Kafte" ("Голубь") была первой книгой поэта вышедшей в печать, она включала в себя помимо стихотворений для взрослого населения и стихотворения ориентированные на детей, загадки и переводы стихотворений других авторов. Редактором книги выступал доктор философских наук Новрузали Мамедов, а рецензентом был редактор газеты "Ленкорань" Шакяр Аслан. Можно сказать, что после огромного вклада в литературу для детей сделанного Зульфугаром Ахмедзаде, Тофиг Ильхом второй человек современности внёсший большой вклад в поэзию и литературу для детей на талышском языке.
С 1993 года, после выхода в печать первого сборника стихов, Тофиг Ильхом в течение 5 лет выпустил 6 книг подряд. В то время выпустить книгу стоило немалых финансовых расходов, однако Тофиг Ильхом находил средства из своей небольшой зарплаты учителя.

### Сборники стихов и поэм

#### На талышском языке
- "Kafte" ("Голубь")., 1993
- "Az tolyšim" ("Я талыш")., 2001
- "Tolyšə Əsəron" ("Талышские произведения")., 2006

#### На азербайджанском языке
- "Qızıl gül" ("Роза")., 1995
- "İki xoruz"., ("Два петуха")., 1997
- "Kərbəladan gələn səslər" ("Голоса из Кербелы")., 1998
- "Kitabların anası" ("Мать книг")., 1998
- "Xəzinələrin açarı" ("Ключ к сокровищам")., 2000

### Стихотворения
- "Əmə tolyšonimon" (тал. "Мы талыши")
- "Az tyni čəš kardedəm" (тал. "Я жду тебя")
- "Dustəti" (тал. "Дружба")
- "Ha tolyš" (тал. "Эй, талыш")
- "Čymy zyvon" (тал. "Мой язык")